# Czołowo
Czołowo [t͡ʂɔˈwɔvɔ] är en by i Powiat kolski i det polska vojvodskapet Storpolen. Czołowo är beläget 6 kilometer norr om Koło och 121 kilometer öster om Poznań.